# Grands boulevards (Grenoble)
Pour les articles homonymes, voir Grands Boulevards.
Les grands boulevards constituent une artère principale de la ville de Grenoble qu'ils traversent d'est en ouest, partageant la commune en deux parties distinctes identifiés par deux codes postaux différentes (38000 et 38100).

## Situation et accès

### Situation
Partageant la ville en son milieu et orientés selon un axe est-ouest sur 2,3 km, cette suite de voies larges empruntées par les voitures, le tramway et les cycles sont constitués de trois boulevards, dénommés d'est en ouest :
- boulevards Maréchal Joffre (entre la place Paul-Mistral et le boulevard Gambetta),
- boulevard Maréchal Foch (entre le boulevard Gambetta et le cours Jean-Jaurès),
- boulevard Joseph Vallier (entre le cours Jean-Jaurès et le pont de Catane).

### Accès
L'ensemble de ces voies sont desservies par cinq stations de la ligne C du tramway de Grenoble : Vallier - Catane, Vallier - Docteur Calmette, Vallier - Libération, Foch - Ferié et Gustave Rivet et une station de la ligne E du tramway de Grenoble, Vallier - Libération.
Ces voies sont accessibles depuis la voie autoroutière urbaine A480 de la métropole grenobloise au niveau de la sortie n°3 :
- 3 : Grenoble-centre, Seyssinet-Pariset, Z.I. des Vouillands

## Historique
Importante ville de garnison, Grenoble a possédé plusieurs générations d'enceinte de fortifications depuis l'époque romaine. L'emplacement de ces grands boulevards était occupé par la dernière génération de fortification, celle construite de 1873 à 1879 sous la direction du chef du génie, Mamès Cosseron de Villenoisy.

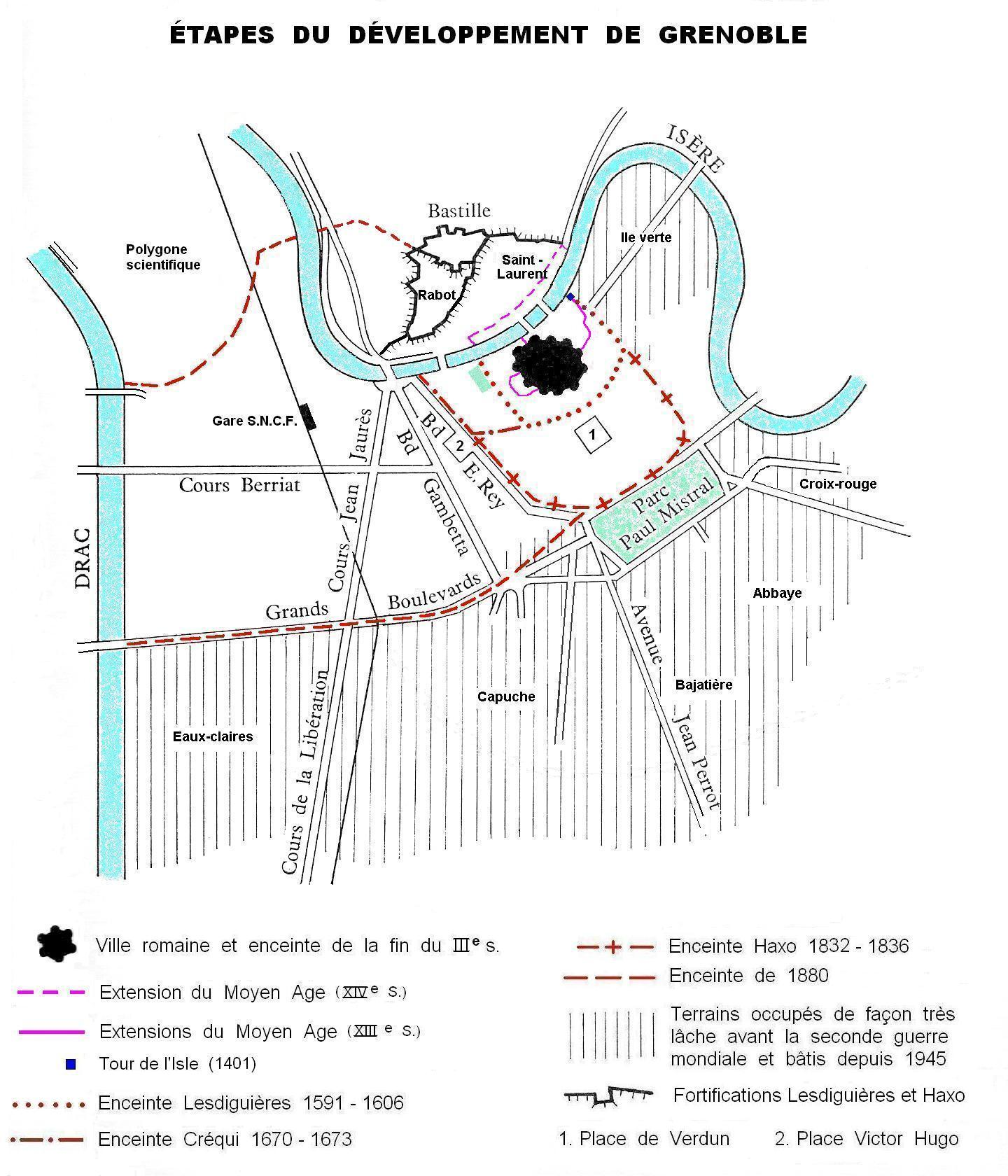
Les générations de fortifications à Grenoble.

Tenant compte de la défaite de la guerre de 1870, il rédige un projet en mars 1873, organisant la défense de la ville par la construction d'une ceinture fortifiée autour de la ville, d'une nouvelle enceinte au nord de la ville rejoignant le Drac, et enfin l'extension de l'enceinte sud à partir de celle construite par le général Haxo, également en direction du Drac.
Cette dernière extension est pratiquement achevée le 27 mai 1879, puisqu'on nomme les 6 nouvelles portes permettant de franchir cette nouvelle enceinte d'une longueur de 2 kilomètres. La hauteur de la muraille est finalement de 4 mètres au lieu des 5 mètres prévus, la largeur du fossé est de 20 mètres. De l'est vers l'ouest, les noms des portes sont les suivants :
- porte d'Échirolles (deviendra la place Gustave Rivet)
- porte Mallifaud (à l'extrémité de l'actuelle rue Marceau)
- Sortie du chemin de fer (sous le boulevard Maréchal Foch)
- Porte Saint-André (cours Jean Jaurès)
- Porte de la brasserie (à l'extrémité de la rue abbé Grégoire)
- Porte des 120 toises[4]

En juin 1884, entre les portes d'Échirolles et Mallifaud, le long de la nouvelle muraille au cheminement légèrement sinueux, s'achève la construction d'une nouvelle caserne militaire. Cette caserne qui vient de déménager depuis le centre de la ville est la caserne de Bonne.

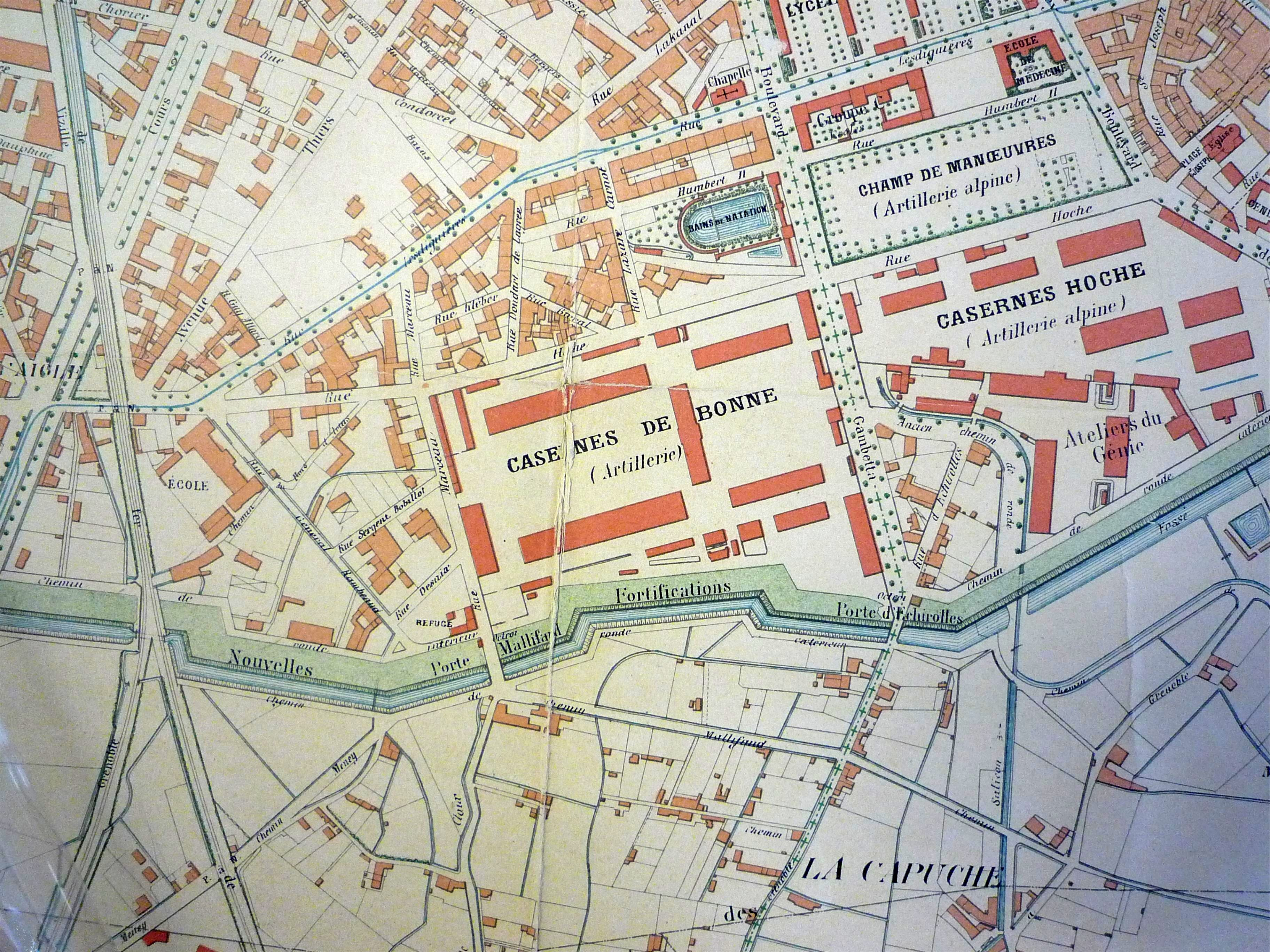
Plan du site des grands boulevards en 1902.

Afin d'accueillir l'Exposition internationale de la houille blanche de 1925, le maire de Grenoble, Paul Mistral, fait détruire une partie de ces remparts, de la porte d'Échirolles à la jonction avec la vieille enceinte Haxo, ainsi que l'enceinte Haxo elle-même jusqu'à l'actuelle rue Malakoff, où l'on peut encore en voir le dernier bastion en vestige.
Le 31 janvier 1920, le conseil municipal de Paul Mistral adopte le projet de déclassement des fortifications grenobloises et de l'alignement, ouvrant ainsi la voie à la construction de boulevards à la place des remparts. Une correspondance des Ponts et chaussées précise en date du 25 janvier 1925 que les portes des Alpes, Très-Cloitres, et des Adieux sont déjà démolies et que celle d'Échirolles est en cours de démolition.
Ce n'est qu'à partir de 1935 que le reste de la muraille est détruite jusqu'au Drac et aménagée à la place par un ensemble de larges avenues en enfilade orientées Est-Ouest. Le Petit Dauphinois du 1er octobre 1936 publie une photographie de maisons en cours de démolition près de l'ancienne porte d'Échirolles où prendra place le boulevard extérieur. Créés en 1938 à l'emplacement des anciens remparts de 1879 et appelé initialement boulevard des fortifications, c'est le 18 novembre 1938 que sont dénommés les boulevards Joseph-Vallier, Maréchal Foch et Maréchal Joffre.
En 1941, le long du boulevard Joseph Vallier s'installe l'école des pupilles de l'air qui restera présente sur le site jusqu'en 1987. Les grands boulevards sont le site de remise de la médaille de l'ordre de la Libération par le général de Gaulle à la ville de Grenoble le 5 novembre 1944. Le maire Frédéric Lafleur reçoit cette médaille au nom de la ville sur la place Pasteur.
Enfin, c'est en 1956 qu'est inauguré un pont qui prend le nom de Catane le 29 mars 1963, permettant ainsi de relier la rive gauche du Drac (Seyssins, Seyssinet-Pariset, Fontaine, Sassenage) à l'Est de l'agglomération (La Tronche, Meylan, Saint-Martin d'Hères, campus universitaire, Gières).

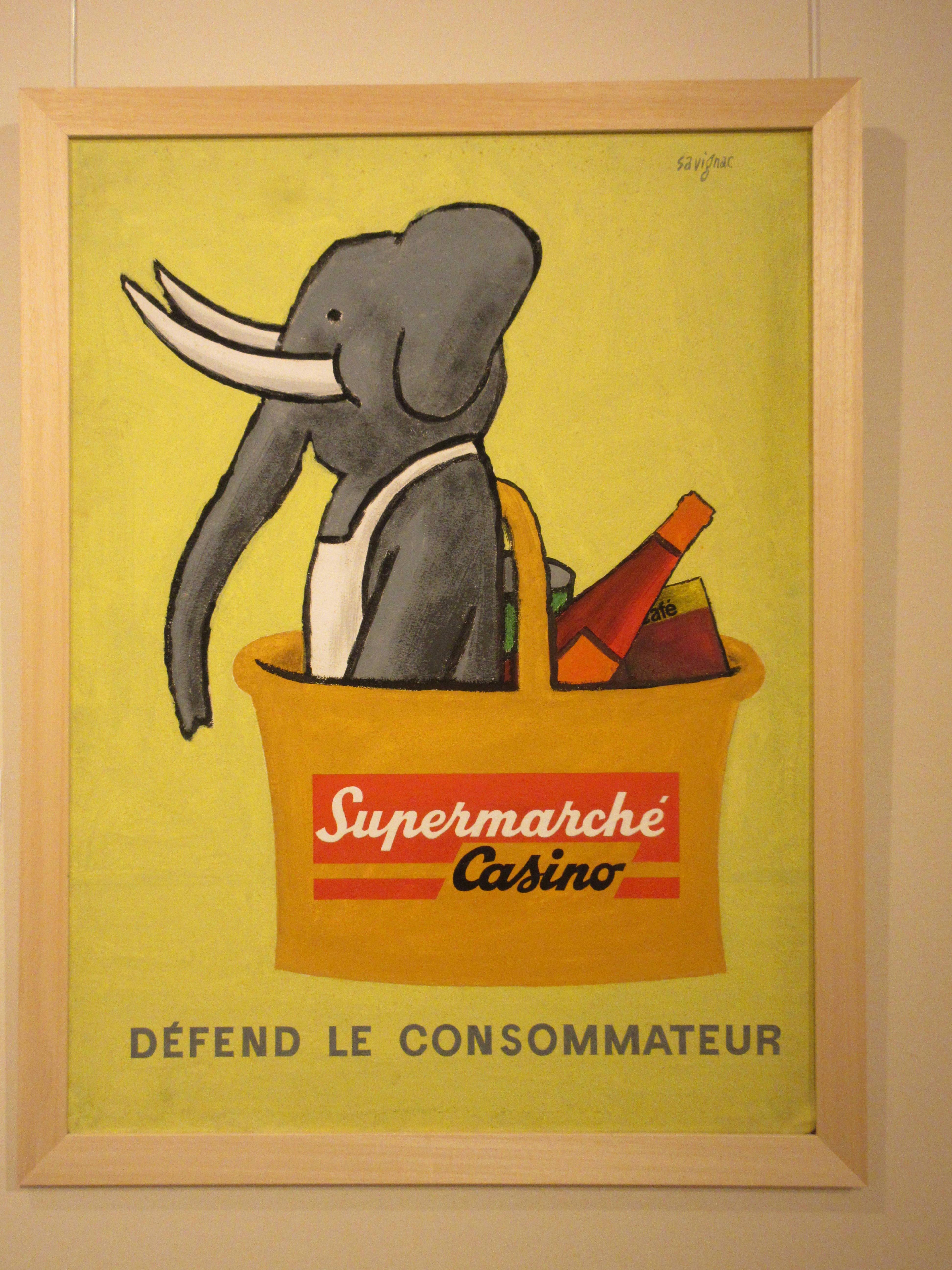
Le tout premier magasin sous enseigne Casino Supermarché ouvre sur le boulevard Joseph Vallier en 1960.

Le 18 mai 1960 ouvre le tout premier Casino Supermarché  sur le boulevard Joseph Vallier.

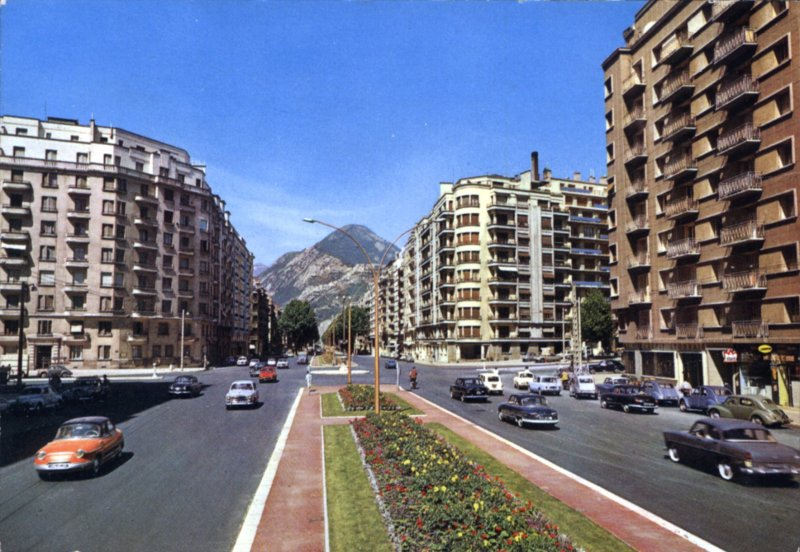
L'intersection avec le cours de la Libération en 1964.

Ces boulevards se bordent très vite d'immeubles comportant de huit à dix étages dont les derniers sont construits au début des années 1960.
En 1967, à l'occasion des Jeux olympiques d'hiver de 1968, un autopont est construit entre les boulevards Maréchal Foch et Joseph Vallier au-dessus du cours Jean Jaurès. Ce pont et l'aménagement de la voirie (trois et parfois quatre voies de circulation dans chaque sens) donnent un aspect autoroutier aux boulevards avec une circulation automobile grandissante au fil des années et estimée à 60 000 véhicules par jour au début des années 2000, rendant peu attractif le quartier.
Lors des jeux olympiques d'hiver de 1968, le boulevard a été le lieu de passage de la flamme olympique le 6 février vers 16 heures au niveau de la place Gustave-Rivet, en provenance du boulevard Gambetta et se dirigeant vers les avenues Albert 1er de Belgique, Marcellin-Berthelot et le stade olympique de Grenoble.
À l'occasion de la construction de la troisième ligne de tramway, la double rangée de platanes (520 arbres), plantée au début de l'urbanisation des boulevards, est coupée et l'autopont détruit par dynamitage le 17 juillet 2004. Le 20 mai 2006, la ligne C du tramway de Grenoble est inaugurée. Depuis, la circulation automobile est estimée à 30 000 véhicules par jour.
Entre 2005 et 2010, les bâtiments sont dans leur quasi-totalité ravalés, et certaines copropriétés auront également collaboré à l'Opération Programmée d'Amélioration Thermique des Bâtiments. Mise en place grâce à l'ADEME, la Ville et l'Union Européenne, cette vaste opération était l'occasion d'expérimenter à grande échelle la réhabilitation thermique des immeubles construits entre 1945 et 1975 (environ 90 % des immeubles des grands boulevards). Le succès fut au rendez-vous sur les habitations, dans une moindre mesure sur les commerces. Ce renouveau des grands boulevards s'accompagne d'une hausse de l'attractivité immobilière et par conséquent d'une forte revalorisation des loyers et du prix de vente des appartements et locaux commerciaux.
Occasionnellement, les grands boulevards reçoivent les manifestations qui partent de la gare SNCF pour rejoindre le parc Paul-Mistral, la mairie ou la préfecture.
Au début de 2010, le bâtiment gérant la Gestion multimodale centralisée des déplacements pour l'agglomération est inauguré sur le boulevard Joseph Vallier.

## Urbanisme

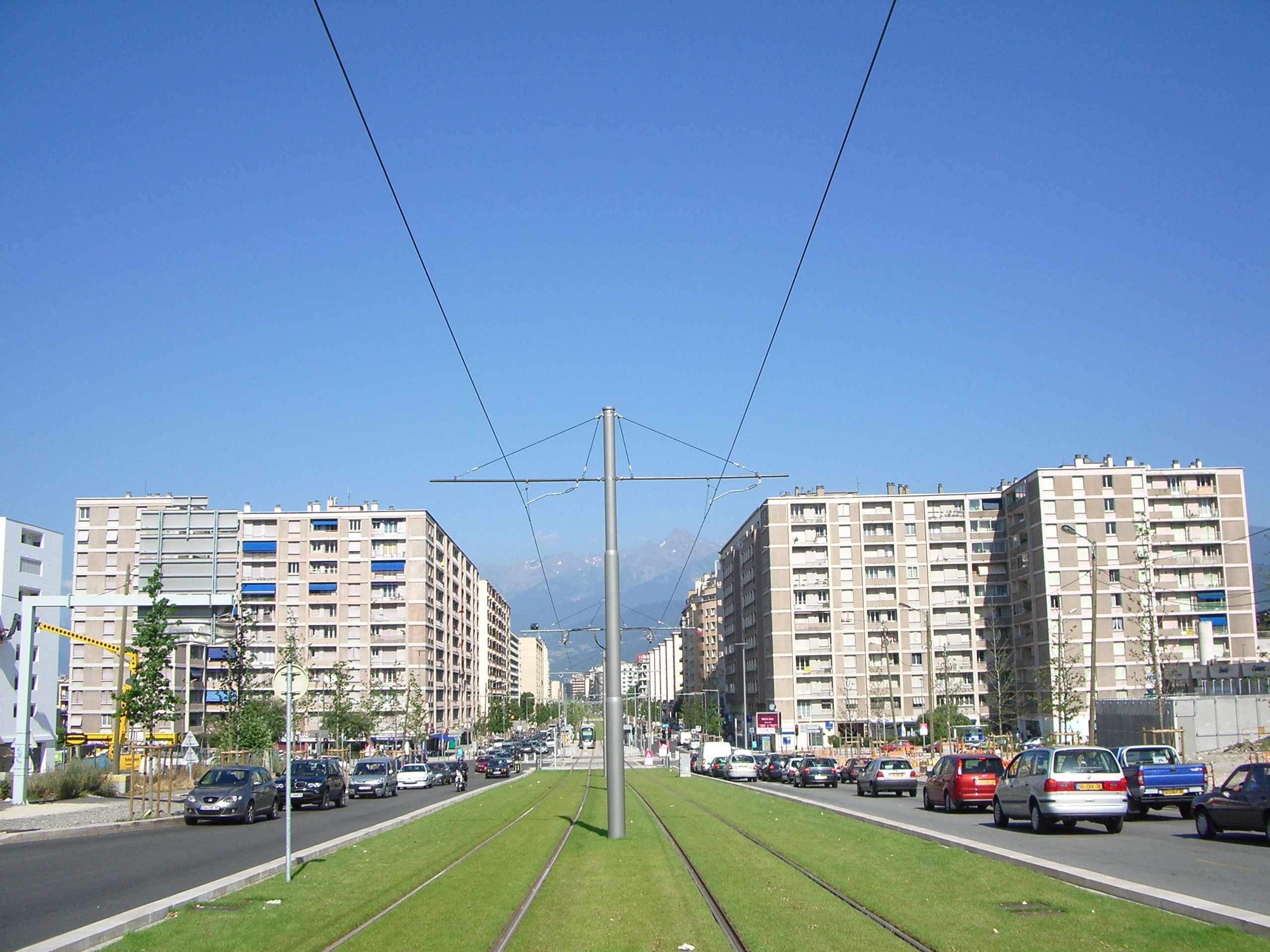
Boulevard Joseph Vallier vu vers l'est à partir du pont de Catane.

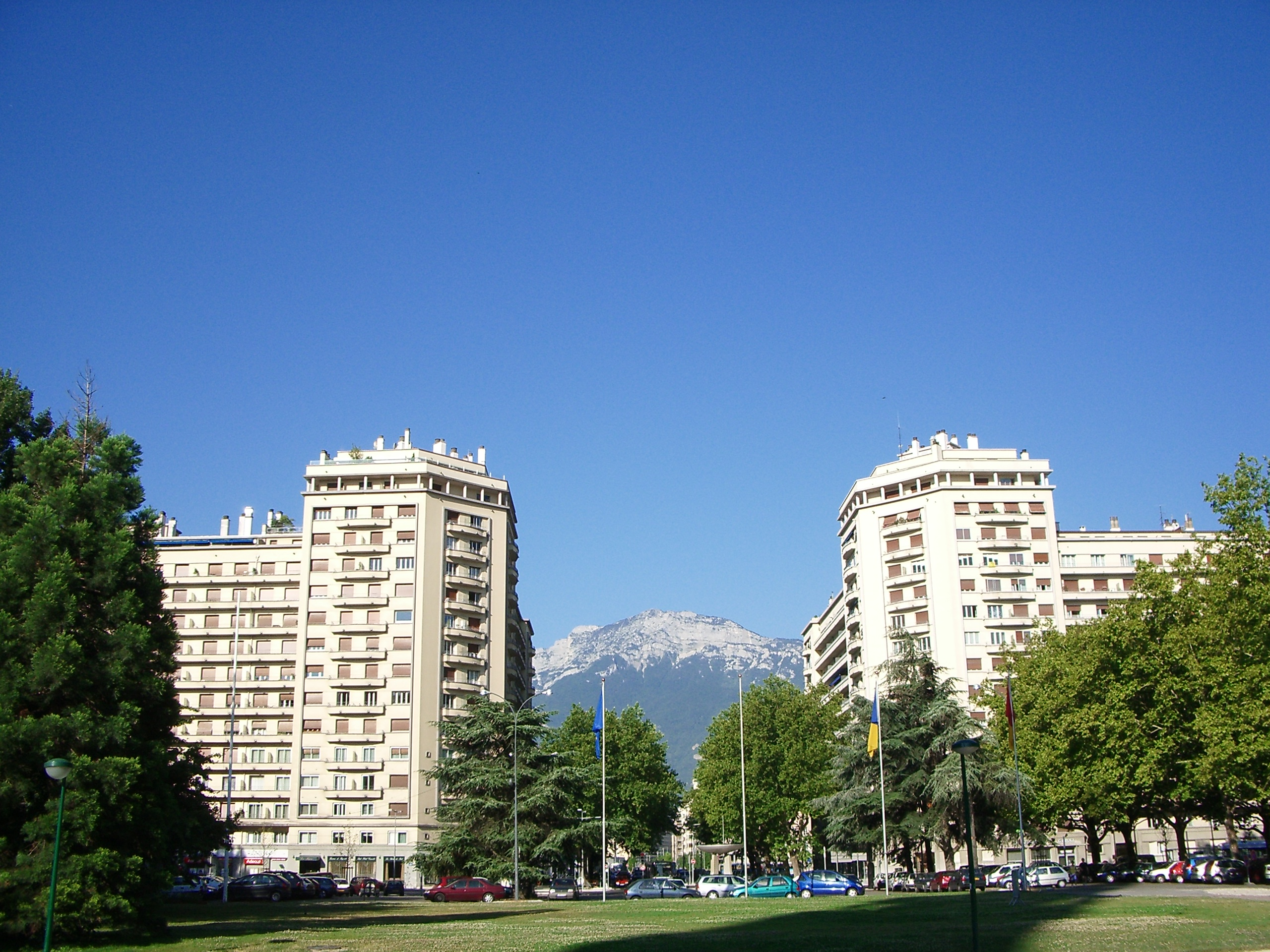
Boulevard Joffre vu vers l'ouest à partir du parc Paul-Mistral.

Les artères suivantes se succèdent du parc Paul-Mistral (est) vers le Drac (ouest). Le boulevard Maréchal Joffre interrompu par la place Pasteur, la place Gustave Rivet, le boulevard Maréchal Foch et le boulevard Joseph Vallier. Dans le prolongement des grands boulevards proprement dits, se trouvent d'autres artères importantes encadrant le parc Paul Mistral. Il s'agit du boulevard Jean-Pain (au nord), boulevard des Diables bleus, boulevard Colonel Driant et boulevard Clemenceau (au Sud). On peut également y rattacher l'avenue Albert Ier de Belgique qui relie la place Gustave Rivet au boulevard Clemenceau. D'autres rejoignent perpendiculairement les grands boulevards : boulevard Gambetta, boulevard Maréchal Lyautey ainsi que le cours Jean Jaurès.
Du lieu de l'Exposition internationale transformé en parc municipal (parc Paul-Mistral) jusqu'au Drac et au pont de Catane, c'est un aspect quasi théâtral qu'offrent les grands boulevards. Les façades des immeubles sont pratiquement ininterrompues, et leur hauteur importante, donnent un aspect majestueux et solennel à cette artère. Les immeubles placés aux extrémités des boulevards, notamment du côté du parc Paul Mistral, ont une architecture et une disposition qui rappelle des portes monumentales.
En mai 2006, avec l'arrivée de la ligne C du tramway et la fin des travaux, les grands boulevards prennent leur aspect actuel avec une plate-forme de tramway engazonnée, une quadruple rangée d'arbres (802 arbres plantés, liquidambars, tulipiers de Virginie, et essences diverses). Le transit routier est ramené de trois voies à deux voies de circulation dans chaque sens, apaisant la circulation (40 000 véhicules par jour en juillet 2006, chiffre en baisse continue), des pistes cyclables et des contre-allées de stationnement sont tracées, et des façades sont ravalées jusqu'en 2008.
Les grands boulevards et le projet d'urbanisation du site de la caserne de Bonne tout proche ont été sélectionnés par l'Union européenne comme lieu pilote et lieu d'étude sur l'habitat écologique . Le site comprend le centre commercial de la caserne de Bonne, principale zone d'achalandage du quartier inauguré le 15 septembre 2010.

## Architecture
Les grands boulevards présentent des exemples architecturaux très intéressants. De l'art déco à la construction en rail de grue des années 1960, les immeubles sont le symbole d'une ville qui se voulait moderne et monumentale, avec des immeubles de 10 étages (les plus hauts mesurant jusqu'à 48 mètres).

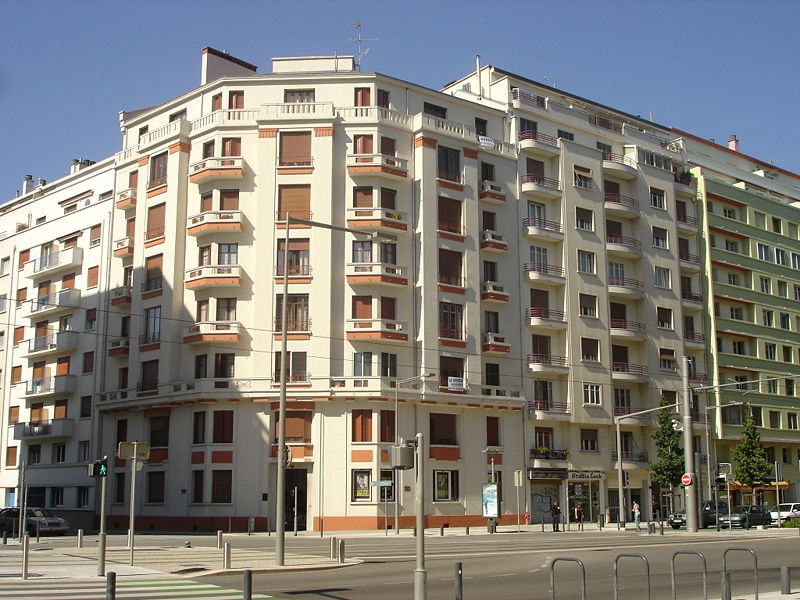
Façades rénovées

Dans l'art déco, quelques immeubles sont ainsi remarquables : la Maison des étudiants (1re tranche: 1934,2ème tranche: Milieu des années 1950), ou l'immeuble situé place Gustave-Rivet, réalisé par l'architecte grenoblois Serbonnet entre 1936 et 1938.
La "modernité classique" se retrouve en abondance le long de ces boulevards. Ce nom est donné au style qui reprenait les structures modernes en béton armé (poteau-poutre, toit terrasse, plan libre et façades non porteuses), qui va servir de transition entre la construction traditionnelle (art déco classique) et le modernisme radical du Corbusier. Très en vogue dans les années 1930 et 40, il fut remplacé par le mouvement moderne à partir des années 1950. Les caractéristiques de ces constructions sont notamment de larges ouvertures, des façades symétriques et légèrement ornementées, et surtout des terrasses en gradins, des angles souvent arrondis et des balcons larges donnant l'impression de coursives de bateau. Ce modernisme classique est souvent appelé l"architecture paquebot", alors que ce moyen de transport était très à la mode. Le meilleur exemple de ce type d'architecture est sans aucun doute l'immeuble "Gambetta-Belledonne". Réalisé par un autre architecte Grenoblois Félix Bardel, il utilise avec prestige la béton armé, matériau révolutionnaire qui rentre alors dans les mœurs architecturales. La première tranche fut construite entre 1937, et 1939, et la deuxième réalisée seulement dans le milieu des années 1950, à cause de la guerre. Durant la Deuxième Guerre mondiale, tous les immeubles non achevés ou non habités, avait déjà, le rez de chaussée et les sous sols qui étaient réalisés, ce qui permettait d' utiliser les sous sol, comme abris anti bombardement pour la défense passive. Tous les immeubles des grands boulevards existants, à cette époque étaient conçu pour que les caves soient transformés en abris.
Des immeubles du même style (exemple rue Nestor Cornier, proche de la place Gustave Rivet, architecte Albert Teillaud), seront commencés durant le début de la guerre, mais finis seulement durant la décennie 1950.
Puis, au cours des années 50, le besoin de construction massive dissuade la construction de grands appartements très lumineux et le prix devient le principal critère de construction. Sur les grands boulevards, les immeubles les plus "récents", d'après 1955, ne sont plus décorés, les ouvertures se réduisent à des fenêtres carrées, et les loggias remplacent les jeux d'angles des balcons. Cependant, les ferronneries continueront à être bien travaillées, notamment au niveau des portes d'entrée. Les bâtiments resteront tout aussi imposants, grâce à leur hauteur importante, comme le groupe Méditerranée, formant la porte monumentale Ouest des grands boulevards, ou la longue barre de 100 mètres du boulevard Maréchal Foch.
Les derniers immeubles sont purement modernes : murs-rideaux, béton brut, formes simplifiées à l'extrême. Le centre régional de documentation pédagogique, avenue Albert 1er de Belgique et l'hôtel Mercure en sont les meilleurs exemples. Par la suite de nouveaux édifices s'installent afin de finir l'aménagement de ces voiries comme l'église Saint-Jean et sa structure très atypique datant de 1965.